# Сточное озеро

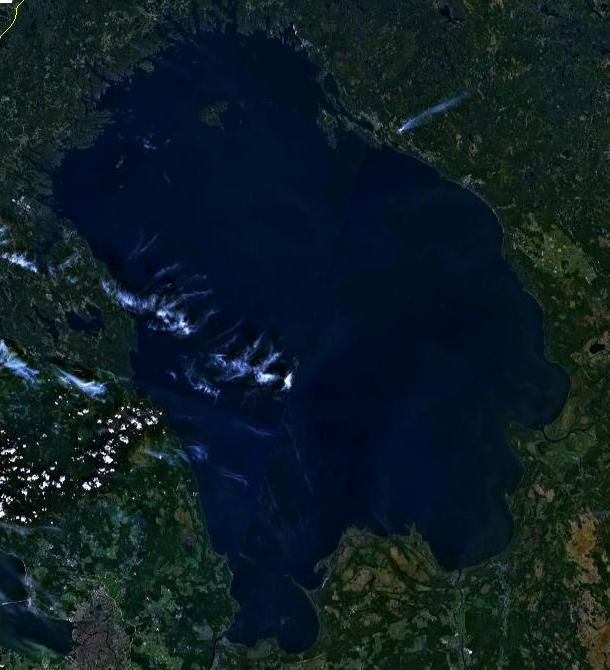
Ладожское озеро

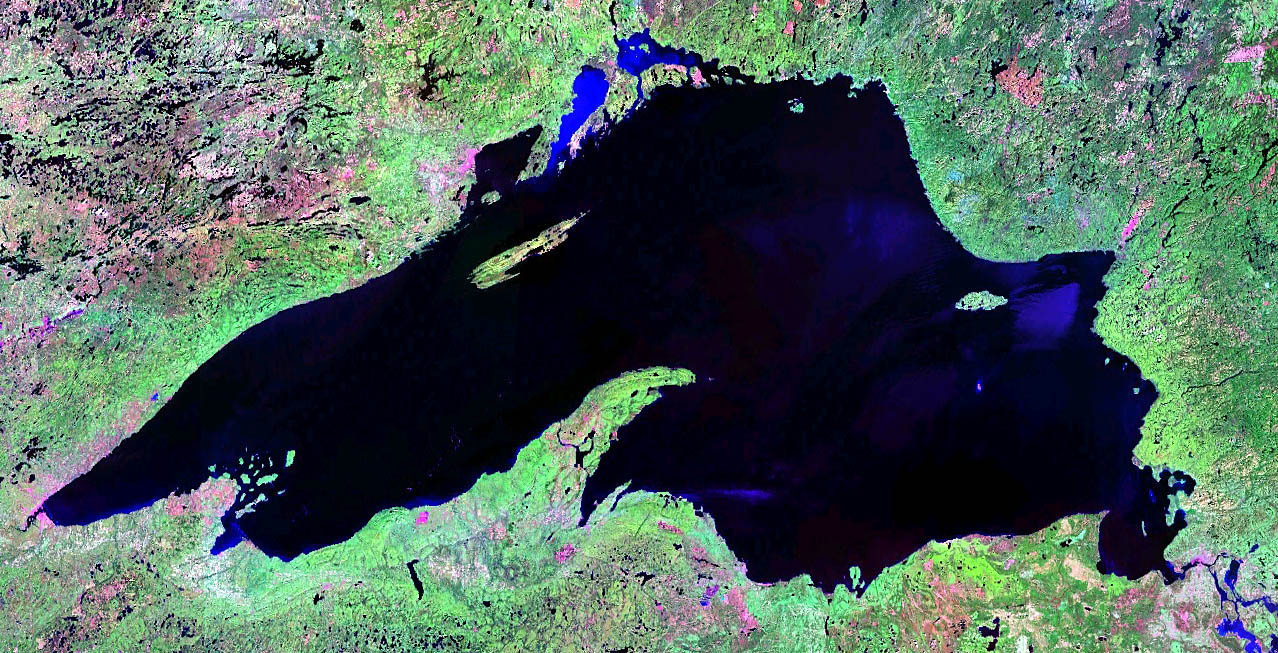
Верхнее озеро

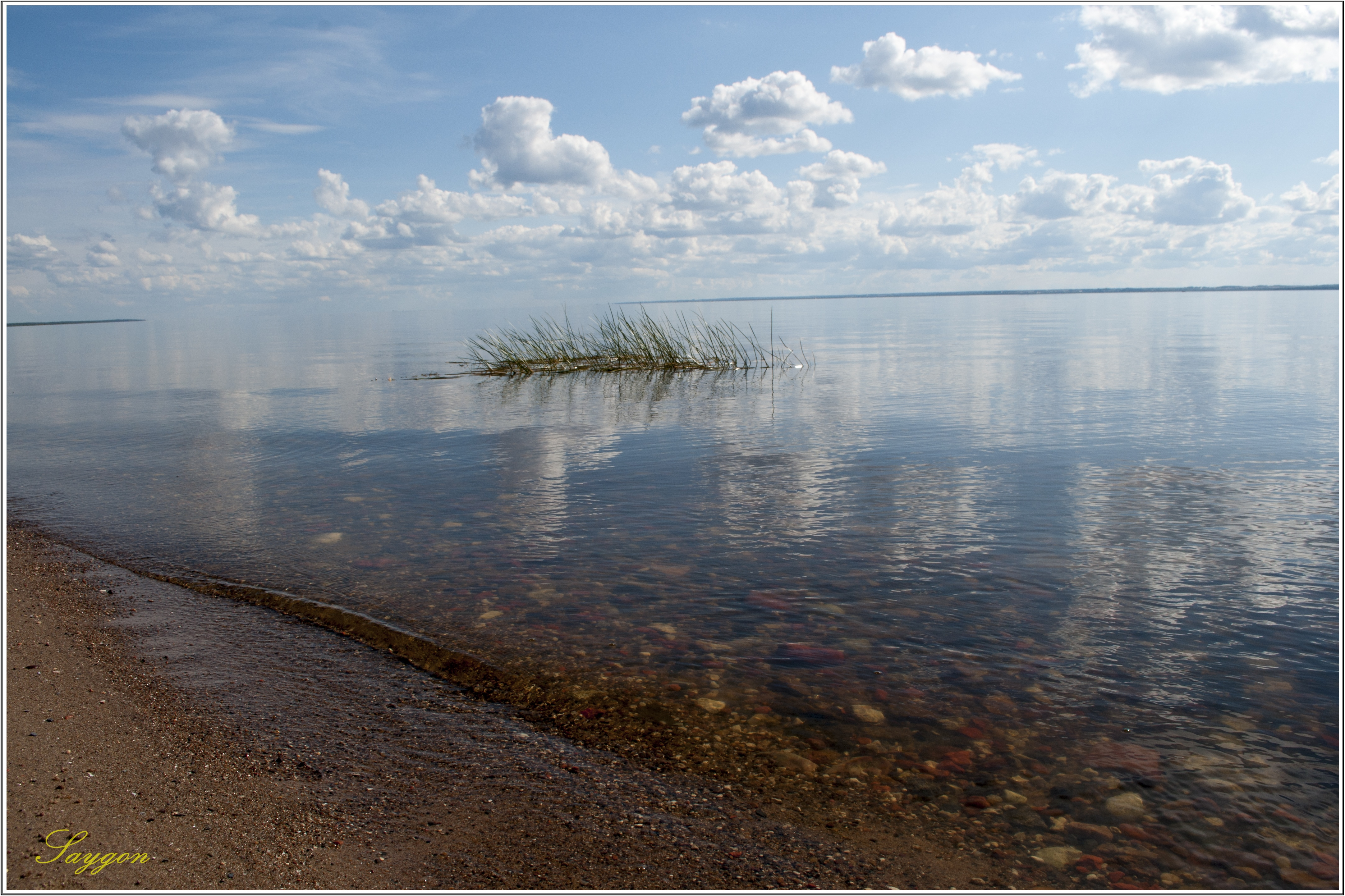
Кубенское озеро

Сто́чное о́зеро — это озеро, из которого в течение всего года осуществляется водный сток. Для описания характера водного баланса такого озера также используется термин «экзорейное озеро».  
К сточным озёрам относится большинство озёр районов влажного и умеренного климата.  
Обычно из сточных озёр вытекает одна река. Исключение составляют небольшие озёра в равнинных болотных массивах, из которых вытекает несколько водотоков.
Частным случаем сточного озера является озеро проточное. У такого озера сток вытекающей из озера реки приблизительно равен стоку втекающей реки.
Сточные и проточные озёра обычно пресные.
Иногда сток из озёр происходит периодически, во время наибольшего притока вод в озеро. Такие озёра называются временно сточными или озёрами с перемежающимся стоком.
Сточные озёра
Европа: 
1. Онежское озеро
2. Ладожское озеро
3. Ильмень

Америка: 
1. Великие озёра

Африка:
1. Виктория
2. Танганьика

Азия: 
1. Байкал

и др.
Байкал является крупнейшим сточным озером Земли.
Проточные озёра
Европа:
1. Кубенское озеро
2. Чудское озеро

Азия:
1. Зайсан
2. Иссык

и др.